# Řád cti (Moldavsko)
Řád cti (rumunsky: Ordinul de Onoare) je čtvrté nejvyšší státní vyznamenání Moldavské republiky. Založen byl roku 2002 a udílen je za úspěchy v rozvoji přátelství a spolupráce mezi Moldavskem a dalšími zeměmi, stejně jako za udržování míru a za podporu charity a filantropii.

## Historie a pravidla udílení
Řád byl založen roku 2002 parlamentem Moldavska. Udílen je prezidentem republiky za přínos k posílení státnosti, za provádění reforem a demokratických transformací, za úspěchy v rozvoji přátelství a spolupráce mezi Moldavskem a dalšími zeměmi, stejně jako za udržování míru a podporu charity a filantropii. Udělen může být nejen jednotlivcům, ale i organizacím, institucím či vojenským jednotkám.

## Insignie
Řádový odznak vyrobený z tombaku má tvar mírně konvexní osmicípé pozlacené hvězdy s cípy tvořenými svazky různě dlouhých paprsků. Na této hvězdě je položena stříbrná hvězda s užšími cípy. Uprostřed je kulatý modře smaltovaný medailon s pozlaceným reliéfním vyobrazením státního znaku republiky. Medailon je lemován stříbrným věncem tvořeným dvěma palmovými větvemi. Průměr řádového odznaku je 45 mm. Na zadní straně je spona umožňující připnutí odznaku k oděvu vyznamenaného.
Stuha je modrá s úzkými pruhy žluté a červené barvy lemujícími oba okraje.